# Pimeson
En pimeson, π-meson eller pion (uttal: [pɪˈoːn]), är en meson, det vill säga en partikel som är uppbyggd av två kvarkar. Dess existens förutspåddes av Hideki Yukawa 1935, och påvisades av Cecil Powell 1947, varefter Yukawa fick Nobelpriset i fysik 1949 och Powell 1950.

## Egenskaper

En animation av kärnkraft (eller kvarvarande stark kraft). De små färgade dubbla skivorna är gluoner. Antifärgerna utgår från detta diagram (större version).

Pimesoner finns i tre varianter: π0, π+ och π−. De har alla noll spinn och är uppbyggda av två kvarkar. π+ och π− är varandras antipartiklar, medan π0 är sin egen antipartikel.
En π+ består av en uppkvark (u) och en antinerkvark (n). Den har massan 139,6 MeV/c2 och en genomsnittlig livslängd på 26 ns, varefter den sönderfaller genom svag växelverkan till leptoner. Med 99,9877 procents sannolikhet söderfaller den i en antimyon (µ+) och en myonneutrino (νμ), och i nästan samtliga övriga fall till en positron (e+) och en elektronneutrino (νe).
En π− består av en nerkvark (n) och en antiuppkvark (u). Den har samma massa och livslängd som π+ och sönderfaller på analogt sätt i en myon (µ−) och en myonantineutrino (νμ), respektive en elektron (e−) och en elektronantineutrino (νe).
En π0 består av antingen en uppkvark (u) och en antiuppkvark (u), eller en nerkvark (n) och en antinerkvark (n). Den har något mindre massa än de laddade pimesonerna, 135,0 MeV/c2, och en genomsnittlig livslängd på bara 8,4·10−17 s. Den sönderfaller med 98,798 procents sannolikhet i två fotoner (γ) i gammaområdet, och med 1,198 procents sannolikhet i en foton (γ), en elektron (e−) och en positron (e+).